# Elecciones estatales de Sajonia-Anhalt de 2006
La elección estatal de Sajonia-Anhalt de 2006, se llevó a cabo el 26 de marzo de 2006, para elegir a los miembros del Landtag de Sajonia-Anhalt. El Ministro-Presidente Wolfgang Böhmer (CDU) formó un nuevo gobierno de coalición con el SPD, suplantando a la anterior coalición con el FDP.

## Resultados
Los resultados fueron:
| Partido Político | Partido Político                      | Porcentaje | Escaños |
| ---------------- | ------------------------------------- | ---------- | ------- |
|                  | Unión Demócrata Cristiana de Alemania | 36.2       | 40      |
|                  | Partido del Socialismo Democrático    | 24.1       | 26      |
|                  | Partido Socialdemócrata de Alemania   | 21.4       | 24      |
|                  | Partido Democrático Liberal           | 6.7        | 7       |
|                  | Alianza 90/Los Verdes                 | 3.6        | 0       |
|                  | Deutsche Volksunion                   | 3.0        | 0       |